# Armeeabteilung Serbien
Die Armeeabteilung Serbien war eine kurzzeitig existierende deutsche Kommandobehörde der Wehrmacht kurz vor Ende des Zweiten Weltkriegs.

## Geschichte
Die Armeeabteilung Serbien wurde am 26. September 1944 aus dem Stab des Militärbefehlshabers Südost gebildet. Die Armeeabteilung Serbien kam auf dem Balkan zum Einsatz. Am 27. Oktober 1944 wurde die Armeeabteilung Serbien bereits schon wieder aufgelöst. Teile der Armeeabteilung Serbien und der Stab der Armeeabteilung Kleffel bildeten Anfang November 1944 die neu aufgestellte Heeresgruppe H.
Befehlshaber über das Bestehen der Armeeabteilung Serbien war der General der Infanterie Hans-Gustav Felber.

## Gliederung
Gruppenkommando General der Infanterie Wilhelm Schneckenburger mit:
- 117. Jäger-Division
- Grenadier-Brigade 92
- 2. Regiment „Brandenburg“

Einheiten unter General der Infanterie Friedrich-Wilhelm Müller mit:
- 7. SS-Gebirgs-Division "Prinz Eugen"
- 1. Gebirgs-Division

## Bekannte Angehörige der Armeeabteilung Serbien (Auswahl)
- Wilhelm-Ernst Gedult von Jungenfeld: Führer der der Armeeabteilung Serbien zugeordneten Kampfgruppe von Jungenfeld